# Kenzo Futaki
Kenzo Futaki (二 木 謙 三, 10. siječnja 1873. – 27. travnja 1966.), japanski liječnik koji je proučavao zarazne bolesti. Bio je lider u medicinskoj zajednici u Japanu i dobro je razumio tradicionalne japanske narodne lijekove. Bio je kandidat za Nobelovu nagradu za fiziologiju ili medicinu.

## Vanjske povezice
- Kenzo Futaki